# Hiếu Tư Vương hậu
Hiếu Tư Vương hậu (Hangul: 효사왕후, chữ Hán: 孝思王后; 1017? - ?) họ Kim, là vương hậu thứ ba của Cao Ly Đức Tông Vương Khâm.
Bà là con gái của Cao Ly Hiển Tông với Nguyên Huệ Vương hậu, tức em khác mẹ với Cao Ly Đức Tông. Bà cũng là chị em của 2 vua là Cao Ly Tĩnh Tông và Cao Ly Văn Tông, đồng thời bà cũng là chị của Tĩnh Giản vương Vương Cơ. Đức Tông sinh năm 1016 và Tĩnh Tông sinh năm 1018, Văn Tông sinh năm 1019 nên bà có thể được suy đoán là sinh vào năm 1017.
Khi Đức Tông lên ngôi vua vào năm 1031 đã lập bà làm vương hậu cùng với Kính Thành Vương hậu, một người chị em khác của Đức Tông và Hiếu Tư Vương hậu, làm Đệ nhất phi. Vì bà cùng Cao Ly Đức Tông xuất thân từ cùng một gia tộc họ Vương nên bà đã trở thành một trong vương hậu Cao Ly theo dòng họ ngoại của mình. Đến tháng 2 năm 1033, Kính Thành Vương hậu mới được Đức Tông tấn phong thành vương hậu.
Không rõ bà qua đời khi nào, và được táng tại đâu. Được truy thụy là Hiếu Tư Vương hậu. Bà không có con với vua.